# Plesiotriton vivus
Plesiotriton vivus is een slakkensoort uit de familie van de Cancellariidae. De wetenschappelijke naam van de soort is voor het eerst geldig gepubliceerd in 1981 door Habe & Okutani.